# Qatar Athletic Super Grand Prix 2019
Doha Diamond League 2019 byl lehkoatletický mítink, který se konal 3. května 2019 v katarském hlavním městě Dauhá. Byl součástí série mítinků Diamantová liga.

## Výsledky

### Muži
| Disciplína             | 1. místo                    | 2. místo                        | 3. místo                      |
| Běh na 200 m           | Ramil Guliyev 1,99          | Álex Quiñónez 20,19             | Aaron Brown 20,20             |
| Běh na 800 m           | Nijel Amos 1:44,29          | Emmanuel Kipkurui Korir 1:44,50 | Donavan Brazier 1:44,70       |
| Běh na 1500 m          | Elijah Manangoi 3:23,21     | Timothy Cheruiyot 3:32,47       | Bethwell Birgen 3:33,12       |
| Běh na 3000 m překážek | Soufiane El Bakkali 8:07,22 | Hillary Bor 8:08,41             | Leonard Kipkemoi Bett 8:08,61 |
| Skok o tyči            | Sam Kendricks 580 cm        | Thiago Braz da Silva 571 cm     | Seito Yamamoto 561 cm         |
| Vrh koulí              | Ryan Crouser 22,16 m        | Tomas Walsh 22,06 m             | Darlan Romani 21,60 m         |
| Hod diskem             | Daniel Ståhl 70,56 m        | Lukas Weisshaidinger 66,90 m    | Ihsan Hadádí 66,78 m          |

### Ženy
| Disciplína            | 1. místo                        | 2. místo                      | 3. místo                       |
| Běh na 200 m          | Dina Asherová-Smithová 22,26    | Jamile Samuelová 22,90        | Blessing Okagbareová 23,14     |
| Běh na 800 m          | Caster Semenyaová 1:54,98       | Francine Niyonsabaová 1:57,75 | Ajee Wilsonová 1:58,83         |
| Běh na 3000 m         | Hellen Onsando Obiriová 8:25,60 | Genzebe Dibabaová 8:26,20     | Lilian Kasait Rengeruk 8:29,02 |
| Běh na 100 m překážek | Danielle Williamsová 12,66      | Tobi Amusanová 12,73          | Sharika Nelvisová 12,78        |
| Běh na 400 m překážek | Dalilah Muhammadová 53,61       | Ashley Spencerová 54,72       | Anna Ryžykovová 54,82          |
| Skok vysoký           | Jaroslava Mahučichová 196 cm    | Mirela Demirevová 191 cm      | Erika Kinseyová 191 cm         |
| Skok daleký           | Caterine Ibargüenová 676 cm     | Maryna Romančuková 674 cm     | Brooke Strattonová 673 cm      |